# Ras el Khaïmah (ville)
Pour les articles homonymes, voir Ras el Khaïmah.
Ras el Khaïmah est une ville des Émirats arabes unis, capitale de l'émirat de Ras el Khaïmah. Elle est située sur le golfe Persique, à l'extrême nord du désert du Rub al-Khali, entre les montagnes et la mer. Le gouvernorat de Moussandam, qui est une enclave omanaise, est distant d'environ vingt kilomètres au nord et à l'est de la ville.
Bâtie autour d'un port naturel (ou khor), qui la sépare en deux quartiers : le Vieux Ras el Khaïmah et Nakheel, elle est peuplée de 120 347 habitants en 2010, soit 60 % de la population de l'émirat.

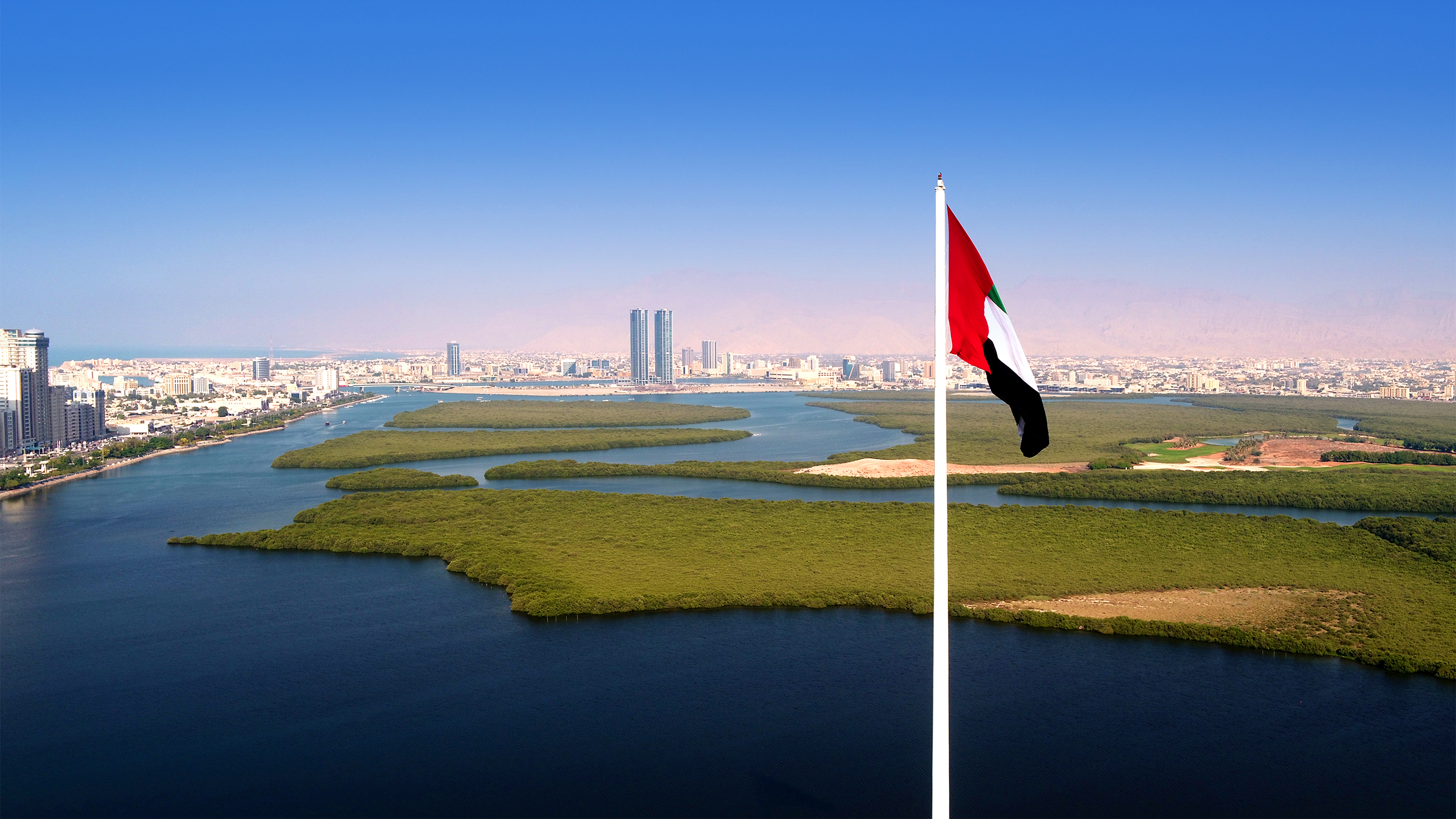
Vue aérienne de la ville de RAK depuis le mât de la corniche d'Al Qawasim.

L’aéroport international de Ras el Khaïmah  se trouve à 18 kilomètres au sud de la ville.
Selon le rapport du GIEC du 9 août 2021, la ville est devenue, avec Jacobabad au Pakistan, invivable à cause de vagues de chaleur importantes associées à un taux d'humidité élevé, rendant impossible la régulation de la température corporelle grâce à la transpiration. La chaleur y a atteint à quatre reprises depuis 1995 le seuil considéré comme mortel de 35 degrés Celsius de température dite humide, selon une étude publiée en 2020 dans la revue scientifique Science.